# Vietomartyria nankunshana
Vietomartyria nankunshana là một loài bướm đêm thuộc họ Micropterigidae. Nó được Hashimoto & Hirowatari miêu tả năm 2009. Nó được tìm thấy ở Nankunshan, Quảng Đông ở miền nam Trung Quốc.